# Колганова, Вера Владимировна
Вера Владимировна Колганова (род. 5 сентября 1964, Ленинград) — российская художница.

## Биография
Родилась 5 сентября 1964 года в семье художника Владимира Колганова. До семи лет жила с мамой в Петербурге, посещала детскую студию при Эрмитаже.
В 1990 году окончила Строгановское художественно-промышленное училище по классу «Мебельно-декоративные ткани».
В начале 1980-х годов брала частным порядком уроки у известного художника-нонконформиста Александра Жданова, считает себя его ученицей. Неоднократно посещала «Пристанище» Жданова в Мозжинке.
Член Союза художников России с 1999 года.
Занимается живописью, графикой, росписью тканей, керамикой, валянием.

## Работы находятся в собраниях
- Государственная Третьяковская галерея, Москва.
- Музей «Другое искусство», Москва.
- Ростовский областной музей изобразительных искусств, Ростов-на-Дону.
- Частные коллекции России, Канады, Франции, Германии.

## Персональные выставки
- 2023 — «Край воды». Осташковская художественная галерея, Осташков[4].
- 2022 — «Разворачивая пространство». Орехово-Зуевский городской историко-краеведческий музей, Орехово-Зуево[5].
- 2022 — «Елена Гамбярян / Вера Колганова». Галерея «Промграфика», Москва[6][7].
- 2016 — «Вера Колганова, Кирилл Плеер». Музей Канта, Калининград[8][9].
- 2016 — «Владимир и Вера Колгановы. Нить». Выставочный зал МСХ «Промграфика», Москва[10].
- 2010 — «When the Saints Go Marching In». Посольство США в России, Москва.
- 2006 — «Безмятежность». Музей «Другое искусство», Москва[2].
- 2002 — «Семь метров ветра». Галерея «Сэм Брук», Москва[11].

## Групповые выставки
- 2023 — «Александр Жданов. Последний Пан». Ростовский областной музей изобразительных искусств, Галерея ZHDANOV, Ростов-на-Дону[12][13][14][15][16][17].
- 2002 — «Ёлочный базар — 2». Галерея «Сэм Брук», Москва.
- 1996 — «Яблочный Спас». Сретенка, Москва[18].

## Семья
- Колганов, Владимир Дмитриевич (1923—2014) — отец, российский художник.
- Плеер, Кирилл Константинович (1960—2013) — муж, российский художник[19].